# Joost Terol
Joost Terol (nacido el 1 de febrero de 1980 en Leiden, Países Bajos) es un futbolista neerlandés que juega como portero en el De Graafschap de la Eredivisie de los Países Bajos.

## Clubes
| Club             | País         | Año             |
| ---------------- | ------------ | --------------- |
| FC Utrecht       | Países Bajos | 2003 - 2006     |
| Sparta Rotterdam | Países Bajos | 2006 - 2007     |
| Veria FC         | Grecia       | 2007 - 2008     |
| AEP Paphos FC    | Chipre       | 2008            |
| AGOVV Apeldoorn  | Países Bajos | 2009            |
| De Graafschap    | Países Bajos | 2009 - Presente |